# محسن ربیع‌خواه
محسن ربیع‌خواه (زادهٔ ۳ دی ۱۳۶۶) بازیکن سابق و مربی فوتبال اهل ایران است.
وی سابقه بازی در تیم‌های مهرکام پارس، پاس همدان، تراکتور، صنعت نفت آبادان، پرسپولیس،  آلومینیوم اراک، شهر خودرو و دریا کاسپین بابل را دارد. محسن ربیع‌خواه ۷ خرداد ماه ۱۴۰۲ رسماً از دنیای فوتبال خداحافظی کرد.

## دوران فوتبال

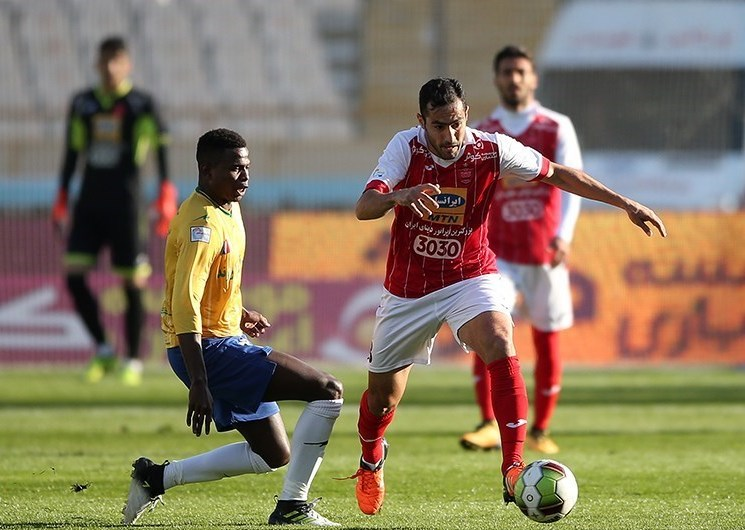
محسن ربیع‌خواه در حال بازی برای تیم فوتبال پرسپولیس مقابل صنعت نفت آبادان

او دوران حرفه‌ای خود را در لیگ برتر خلیج فارس با پاس همدان آغاز کرده و سپس در سال ۲۰۱۳ به تراکتورسازی تبریز پیوست و پس از یک فصل ناموفق با این تیم ربیع‌خواه به تیم صنعت نفت آبادان پیوست و پس از دو فصل موفق در صنعت نفت ربیع‌خواه با قراردادی دو ساله به باشگاه فوتبال پرسپولیس پیوست.

### مهرکام پارس
نخستین باشگاه حرفه‌ای که ربیع‌خواه در آن فوتبال بازی کرد مهرکام پارس بود؛ او تنها ۶ بازی برای این تیم به میدان رفت.

### پاس همدان
در طول ۳ فصل، او در ۶۰ بازی رسمی برای پاس همدان به میدان رفت و توانست ۸ گل هم برای این تیم به ثمر برساند.

### تراکتورسازی تبریز
پس از اتمام قرارداد با پاس همدان، ربیع‌خواه به تراکتورسازی تبریز پیوست. و ۱۹ بازی رسمی برای آن‌ها انجام داد و ۱ گل به ثمر رساند.

### صنعت نفت آبادان
ربیع‌خواه بعد از تراکتورسازی و مصدومیت شدیدی که داشت دوباره از لیگ دسته اول آغاز کرد و این بار به صنعت نفت آبادان پیوست. او طی دو فصل اخیر برای نفتی‌ها ۵۳ بازی انجام داد و ۷ گل به ثمر رساند. ربیع‌خواه در لیگ ۹۴–۹۵ یکی از بهترین‌های صنعت نفت در راه صعود به لیگ برتر بود.

### پرسپولیس

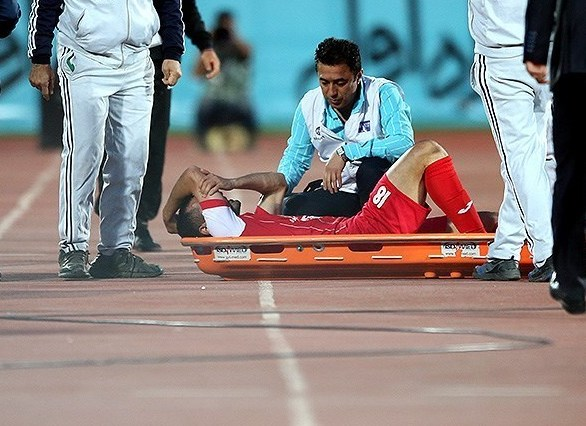
مصدومیت محسن ربیع‌خواه در مسابقهٔ پرسپولیس و پارس جنوبی

در نقل و انتقالات تابستانی لیگ برتر فوتبال ایران ۹۶–۱۳۹۵ محسن ربیع‌خواه با قراردادی دو ساله به باشگاه فوتبال پرسپولیس پیوست؛ محسن ربیع‌خواه در تعداد بالایی از مسابقاتی که برای پرسپولیس به میدان رفته‌است چه در لیگ قهرمانان آسیا و چه مسابقات داخلی ایران عملکرد قابل قبولی داشته‌است.
او توانست در نخستین فصل حضورش در پرسپولیس، به مقام قهرمانی لیگ شانزدهم و قهرمانی سوپر جام فوتبال ایران ۱۳۹۶ دست یابد. در فصل بعد نیز با این تیم قهرمانی لیگ هفدهم را به‌دست‌آورد.
محسن ربیع‌خواه در مسابقهٔ برگشت پرسپولیس و پارس جنوبی دچار مصدومیتی شد که باعث دوری چند ماههٔ او از مسابقات شد. حدود شش ماه پس از این مصدومیت، او دوباره برای پرسپولیس به میدان رفت.

### آلومینیوم اراک
در ۲۲ آبان ۱۳۹۹، ربیع‌خواه با قراردادی به باشگاه فوتبال آلومینیوم اراک پیوست. تیمی که به تازگی به لیگ برتر فوتبال ایران راه یافته بود.

## آمار باشگاهی
تا تاریخ ۲۲ فروردین ۱۴۰۰
| باشگاه               | دسته                 | فصل                  | لیگ برتر | لیگ برتر | جام حذفی | جام حذفی | آسیا | آسیا | مجموع | مجموع |
| باشگاه               | دسته                 | فصل                  | بازی     | گل       | بازی     | گل       | بازی | گل   | بازی  | گل    |
| -------------------- | -------------------- | -------------------- | -------- | -------- | -------- | -------- | ---- | ---- | ----- | ----- |
| صنعت نفت             | دسته یک              | ۹۴–۱۳۹۳              | ۲۴       | ۲        | ۱        | ۰        | _    | _    | ۲۵    | ۲     |
| صنعت نفت             | دسته یک              | ۹۵–۱۳۹۴              | ۲۷       | ۵        | ۲        | ۰        | _    | _    | ۲۹    | ۵     |
| مجموع صنعت نفت       | مجموع صنعت نفت       | مجموع صنعت نفت       | ۵۱       | ۷        | ۳        | ۰        | _    | _    | ۵۴    | ۷     |
| پرسپولیس             | لیگ برتر             | ۹۶–۱۳۹۵              | ۲۰       | ۰        | ۱        | ۰        | ۲    | ۰    | ۲۳    | ۰     |
| پرسپولیس             | لیگ برتر             | ۹۷–۱۳۹۶              | ۲۴       | ۰        | ۳        | ۰        | ۷    | ۰    | ۳۴    | ۰     |
| پرسپولیس             | لیگ برتر             | ۹۸–۱۳۹۷              | ۱۶       | ۰        | ۱        | ۰        | ۳    | ۰    | ۲۰    | ۰     |
| پرسپولیس             | لیگ برتر             | ۹۹–۱۳۹۸              | ۱۶       | ۰        | ۲        | ۰        | ۱    | ۰    | ۱۹    | ۰     |
| مجموع پرسپولیس       | مجموع پرسپولیس       | مجموع پرسپولیس       | ۷۶       | ۰        | ۷        | ۰        | ۱۳   | ۰    | ۹۶    | ۰     |
| آلومینیوم اراک       | لیگ برتر             | ۱۴۰۰–۱۳۹۹            | ۵        | ۰        | ۰        | ۰        | _    | _    | ۵     | ۰     |
| مجموع آلومینیوم اراک | مجموع آلومینیوم اراک | مجموع آلومینیوم اراک | ۵        | ۰        | ۰        | ۰        | _    | _    | ۵     | ۰     |
| مجموع آمار           | مجموع آمار           | مجموع آمار           | ۱۳۲      | ۷        | ۱۰       | ۰        | ۱۳   | ۰    | ۱۵۵   | ۷     |

- پاس گل

| فصل       | تیم            | پاس گل |
| --------- | -------------- | ------ |
| ۹۶–۱۳۹۵   | پرسپولیس       | ۰      |
| ۹۷–۱۳۹۶   | پرسپولیس       | ۱      |
| ۹۸–۱۳۹۷   | پرسپولیس       | ۰      |
| ۹۹–۱۳۹۸   | پرسپولیس       | ۱      |
| ۱۴۰۰–۱۳۹۹ | آلومینیوم اراک | ۰      |

## افتخارات

### پرسپولیس

#### لیگ برتر
- قهرمانی لیگ برتر فوتبال ایران ۹۶–۱۳۹۵
- قهرمانی لیگ برتر فوتبال ایران ۹۷–۱۳۹۶
- قهرمانی لیگ برتر فوتبال ایران ۹۸–۱۳۹۷
- قهرمانی لیگ برتر فوتبال ایران ۹۹–۱۳۹۸

#### جام حذفی
- قهرمانی جام حذفی فوتبال ایران ۹۸–۱۳۹۷

#### سوپر جام
- قهرمانی سوپر جام فوتبال ایران ۱۳۹۶
- قهرمانی سوپر جام فوتبال ایران ۱۳۹۷
- قهرمانی سوپر جام فوتبال ایران ۱۳۹۸

#### لیگ قهرمانان آسیا
- نایب قهرمان لیگ قهرمانان آسیا ۲۰۱۸